# Maison Van Hoecke-Dessel
La Maison Van Hoecke-Dessel est une maison due à l'architecte Achiel (ou Achille) Van Hoecke-Dessel en 1903. Elle est considérée comme étant l'une des œuvres les plus représentatives de l'Art nouveau à Gand en région flamande (Belgique).

## Situation
Cette maison se situe au sud du centre de la ville de Gand au no 41 de la Kunstlaan (avenue de l'Art) où l'on trouve d'autres immeubles de style Art nouveau aux numéros 16/20 et de 23 à 29. Avec la Prinses Clementinalaan voisine, ce quartier est le plus riche en réalisations de ce style à Gand.

## Architecte
Achiel Van Hoecke-Dessel (1871-1918) construisit cet immeuble pour son propre compte en 1903. Né Van Hoecke, il ajouta le patronyme de son épouse Estella Dessel à son nom. Architecte depuis 1897, il s'installa dans sa ville natale de Gand avant de partir en 1907 pour Bruxelles.

## Description
Cet immeuble compte deux travées et trois niveaux. Au rez-de-chaussée qui est un niveau surdimensionné, les travées ont sensiblement la même largeur alors qu'aux étages, la travée gauche occupe les deux tiers de la largeur de la façade. Celle-ci est construite en pierre blanche rectangulaire à l'exception de trois bandeaux de pierre grise situés au niveau inférieur de la façade.
L'élément le plus exceptionnel de cette maison est sa porte d'entrée monumentale. Elle se compose d'une porte à deux battants en bois et vitraux faisant partie d'un arc désaxé à gauche par rapport au plan de la porte et créant ainsi une petite baie en corde de cercle séparée de la porte par un meneau en forme de colonne sculptée de stries et de feuillage sur le chapiteau. Une baie d'imposte avec vitraux et une sculpture sur la porte finissent de former un cercle complet. Au-dessus de la porte, une frise toute en courbe est surmontée de pierres sculptées représentant seize motifs végétaux géométriques. Cette porte d'entrée fait penser à celle de l'atelier du maître-verrier Sterner réalisé un an auparavant par Ernest Delune à Ixelles.
Les ferronneries des garde-corps changent aux deux étages. De formes évasées au premier étage. Composées de cercles de tailles diverses, lignes droites ou ondulées au second étage. Toutes les baies sont de formes différentes : une simple, trois doubles, une triple et une quadruple. Elles présentent tantôt un arc brisé, tantôt un arc en plein cintre, un arc surbaissé ou un linteau horizontal.
La façade est signée (à gauche de la porte d'entrée) et datée (travée de gauche entre le premier et le second étage).